# Pedro Alcantara de Souza
Pedro Alcantara de Souza (morto em 1 de abril de 2010) foi um ativista brasileiro pela reforma agrária que atuou no estado do Pará. Ele foi morto a tiros em 1 de abril de 2010. Souza foi presidente do sindicato dos agricultores e vereador de Redenção. Em 2008, 20 assassinatos foram relacionados a questões de terra na Amazônia.

## Morte e consequências
Pedro de Souza foi baleado cinco vezes na cabeça por dois homens em motocicletas enquanto andava de bicicleta nos arredores da cidade de Belém. O assassinato ocorreu logo após o julgamento de um homem acusado de planejar o assassinato de outra ativista em 2005, Dorothy Stang. Ela era uma freira americana que foi baleada e morta em 2005. Grupos de fiscalização dizem que conflitos entre grandes latifundiários e pequenos agricultores em relação aos direitos à terra levaram a 1.200 assassinatos em todo o Brasil nos últimos 20 anos.